# Elecciones presidenciales del Alto Karabaj de 2012
Las elecciones presidenciales se celebraron en Nagorno-Karabaj el 19 de julio de 2012. El actual presidente Bako Sahakyan fue reelegido para un segundo mandato de cinco años, recibiendo alrededor de dos tercios de los votos.

## Campaña
Cuatro candidatos registrados para presentarse a las elecciones; el actual presidente Bako Sahakyan, el viceministro de Defensa Vitali Balasanyan, el rector de la Universidad de Stepanakert Arkady Soghomonyan y Valery Khachatryan. Khachatryan luego se retiró de la carrera electoral.
Como parte de la campaña, Balasanyan envió una carta abierta a Sahakyan, alegando que "las autoridades han acumulado una vasta experiencia de fraude, participación ilegal de las fuerzas del orden y agencias de seguridad nacional en los procesos electorales, una inflación del número de votantes en la lista de votantes". listas, diferentes tipos de presiones a los electores, etc. Esto ha generado apatía en la sociedad, desconfianza de la gente en el proceso electoral del país y deterioro de la imagen del Estado”. La campaña terminó el 17 de julio a la medianoche y no se permitió hacer campaña el día anterior a las elecciones.

## Conducta
A las elecciones asistieron más de 100 observadores; entre ellos había 80 observadores internacionales de países como Rusia, Armenia, Estados Unidos, Francia, Canadá, Irlanda, Polonia, Chipre, Alemania, Bélgica, Israel, República Checa, Hungría, Austria, Bulgaria. Un total de 93 periodistas fueron acreditados para cubrir las elecciones, 50 de medios extranjeros.

## Resultados
Un total de 98.909 votantes registrados para las elecciones. La votación tuvo lugar en 274 distritos electorales, con un colegio electoral adicional en Ereván, Armenia.
|  | 66.65 % |

|  | 32.51 % |

|  | 0.84 % |

|  | 96.84 % |

|  | 3.16 % |

|  | 73.53 % |

## Reacciones internacionales
Debido a que Nagorno-Karabaj es parte de jure de Azerbaiyán, reconocida como tal por la comunidad internacional, la elección no recibió apoyo internacional. La Alta Representante de la Unión Europea para Asuntos Exteriores y Política de Seguridad, Catherine Ashton, afirmó que la UE no reconoce el marco constitucional y legal dentro del cual se llevaron a cabo las elecciones presidenciales. El representante especial del secretario general de la OTAN, Anders Fogh Rasmussen, para el Cáucaso y Asia Central, James Appathurai, describió la elección como contraproducente para una solución pacífica del conflicto y dijo que la OTAN no tenía la intención de reconocerla. Presidente de la Organización para la Seguridad y la Cooperación en Europa Eamon Gilmore emitió un comunicado según el cual la OSCE no reconoce la independencia de Nagorno-Karabaj y, por lo tanto, las elecciones no tendrán ningún impacto en las negociaciones de paz en curso.
El Ministerio de Relaciones Exteriores de Azerbaiyán calificó las elecciones como "un intento de provocación", contrario a los esfuerzos por resolver el conflicto de Nagorno-Karabaj. Un portavoz del ministerio agregó que todo ciudadano extranjero que asistiera a las elecciones como observador sería declarado persona non grata y se le negaría la entrada a Azerbaiyán en el futuro. En los días siguientes, los Ministerios de Relaciones Exteriores de Turquía, Rumania, Georgia, Rusia, Alemania, Letonia, e Irán y las embajadas de Israel, el Reino Unido, Canadá, Australia y Nueva Zelanda, hicieron declaraciones similares al negar la legitimidad de la elección.